# Gerón I
Gerón I (c. 900-20 de mayo de 965), llamado el Grande (latín magnus),  gobernó una marca inicialmente modesta centrada en Merseburgo, en el sur del actual estado alemán de Sajonia-Anhalt, que amplió en un vasto territorio que lleva su nombre: la marca Geronis. A mediados del siglo X, fue el gobernante del ducado de Sajonia. 

## Sucesión y conflictos tempranos.
Gerón era hijo del conde Tietmaro, margrave de Merseburgo y tutor de Enrique I. Fue nombrado por el rey Otón para suceder a su hermano, Sigfrido, como conde y margrave en el distrito que confrontaba con los wendos en el bajo Saale en 937. Su nombramiento frustró a Tankmaro, hermanastro del rey y primo de Sigfrido, y junto con Eberardo de Franconia y Wichmann el Viejo, se rebeló contra el rey (938). Tankmaro murió en un año y sus cómplices llegaron a un acuerdo con Otto. Gerón, que permaneció leal a Otón, conservó el mandato de su marca. 
Durante la insurrección de sus oponentes, Gerón había llevada a cabo una lucha poco afortunada contra los eslavos en 937-938. Las pérdidas sufridas por sus tropas no pudieron ser compensadas por el producto de la tierra ni por los tributos, ya que los eslavos se negaron a pagar. Como señor de una importante marca, el mandato de Gerón incluía milites ad manum Geronis presidis conscripti, es decir, un "séquito militar", "bandas guerreras de escolta formada por vasallos" o "grupo de combatientes selectos" diferenciado del resto del ejército (exercitus). Estos hombres constituían la élite de las tropas de Gerón.

## Campañas eslavas
En 939, un ataque de abodritas aniquiló a un ejército sajón derrotado y su líder muerto. Gerón, en venganza, invitó a treinta jefes eslavos a un banquete donde mató a todos menos a uno, que logró escapar por accidente. Como respuesta, los hevelios se rebelaron contra el dominio germano y expulsaron a los alemanes más allá del Elba, pero Gerón pudo revertir la situación militar antes de la llegada de Otón a Magdeburgo meses después. Posteriormente sobornó a Tugumiro, un príncipe eslavo bautizado, para traicionar a su compatriotas y someter a su pueblo a Alemania. Poco después, los abodrites y los veletos se sometieron.
En 954, mientras Gerón estaba ausente, los ukrani (o ucros) se rebelaron, pero Gerón regresó con Conrado el Rojo y pacificó la zona sometiéndolos.
En 955, algunos condes sajones se rebelaron y fueron desterrados por el duque Herman. Se refugiaron en Swetlastrana, una ciudad eslava, de ubicación desconocida (tal vez el actual Berlín-Lichtenberg), donde residían los jefes abroditas Nakon y Stoigniew (o Stojgnev). Allí Herman los sitió hasta que se llegó a un trato, pero una escaramuza posterior deshizo el acuerdo de paz. Los abodritas, veletos, chrepienyani, redarii y dolenzi se unieron para oponerse al ejército de Gerón, del rey, y de Liudolfo, duque de Suabia. Después del fracaso de las negociaciones por los duros términos impuestos por los alemanes, los eslavos fueron derrotados en la batalla del Drosa.
Gerón participó en las campañas sajonas contra los eslavos en 957, 959 y 960, así como en campañas contra los wendos y obligó a Mieszko I de los Polanos occidentales a pagar tributos, cesión de tierras y reconocer la soberanía alemana durante la ausencia de Otón en Italia (962–963). Lusacia, según Viduquindo de Corvey, fue sometida "al máximo  grado de servidumbre". Gerón sometió a los luticios y milcenos (o milcianos) y amplió la soberanía alemana en todo el territorio entre el Elba y el Bóbr. En estas tierras, la población eslava nativa se redujo a la servidumbre y de "pueblos que pagan tributos" se convirtieron en "campesinos que pagan censos".

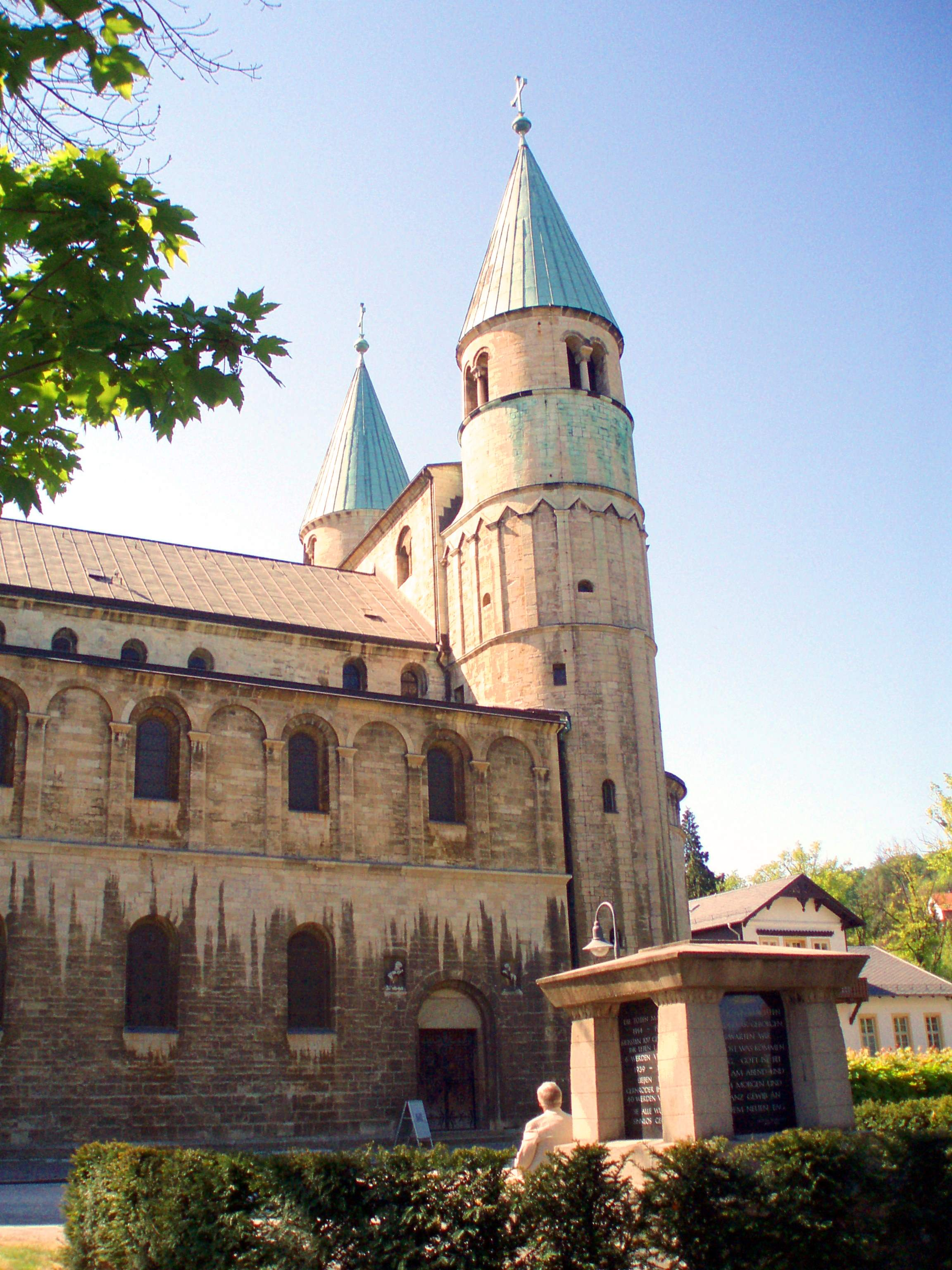
La Iglesia de San Ciriaco de Gernrode

## Relación con la Iglesia y la familia.
Gerón mantuvo una estrecha relación con Otón I. Otón era padrino del hijo mayor de Gerón, Sigfrido, y le concedió a este las villae de Egeln y Westeregeln en el Schwabengau en 941. Como acto de devoción, Gerón hizo una peregrinación a Roma en 959 después de la muerte de Sigfrido. En nombre de Sigfrido, en 960, fundó también una colegiata románica, San Ciriaco, y la abadía de Gernrode, en un bosque que lleva su nombre, Geronisrode (Gernrode), y a su muerte legó gran parte de su riqueza. El segundo hijo de Gerón, Gerón II, ya había muerto en ese momento. 

## Muerte y división del territorio.

La marca Geronis (en verde, al noreste) corresponde a los 3/4 del sur de las marcas sajonas: la del Norte (Nordmark), la de Lusacia (Lausitz), la de Merseburgo (Merseburg), la de Meissen y la de Zeitz.

A su muerte, la marca de Gerón se extendía hasta el río Neisse. No era popular entre la nobleza sajona de su época, porque tenía un fuerte sentido de la rectitud moral y era de baja cuna. Sin embargo, se hizo famoso en el Cantar de los nibelungos como el marcgrâve Gêre, aunque se ha discutido si alguna vez se le otorgó oficialmente ese título. La tumba de Gerón todavía se puede ver en Gernrode hoy en día. En 1350 se le añadió una pintura decorativa que representa a Gerón de pie sobre un wendo vencido.
Después de su muerte, el enorme territorio que había conquistado fue dividido por el emperador Otón en varias marchas diferentes: la Marca del Norte (bajo Dietrich de Haldensleben), la Marca del Este (bajo Odón I), la Marca de Meissen (bajo Wigbert), el Marca de Merseburgo (bajo Gunter) y la Marca de Zeitz (bajo Wigger I). Más tarde, la Marca del Norte se subdividió en las marcas de Landsberg, Lusacia y Brandeburgo. 
La división de la "súper marca" de Gerón probablemente tuvo algo que ver con su inmenso tamaño y la consideración política de tratar de complacer a muchos sin hacer enemigos. Las subdivisiones en las que se dividió, sin embargo, eran naturales. Ya en 963, Lusacia se dividía en Lusacia superior y Lusacia inferior; y la Marca Oriental de Sajonia se distinguían como provincias gobernables dentro de la marca de Gerón.